# Heuliez GX 127
De Irisbus GX 127 of Heuliez GX 127 is een midibustype van de Franse busfabrikant Heuliez Bus en onder licentie van 2005 tot 2013 de Franse busfabrikant Irisbus. De GX 127 is de kortere versie van de Heuliez GX 327. Deze bus is in twee varianten verkrijgbaar, namelijk de 9,42m-versie GX 127 en de 10,65m-versie GX 127 L. De bus is de opvolger van de Iveco Europolis, de Heuliez GX 117, de Heuliez GX 117 L en is deels de opvolger van de Heuliez GX 217. In 2013 ging de GX 127 uit productie en werd de bus vervangen door de Heuliez GX 137.
Samen met de Heuliez GX 327 en de Heuliez GX 427 vormt de Heuliez GX 127 een reeks genaamd Acces BUS van de tweede generatie.
In 2013 ging Irisbus verder onder een nieuwe naam, Iveco Bus en werd de GX 127 uit hun gamma gehaald. Heuliez Bus mocht nog verdergaan onder hun eigen naam en hiermee bleef de GX 127 nog bestaan.

## Eigenschappen
Eind 2005 verving de GX 127, de GX 117 en de Europolis. De bus werd ontworpen op basis van een Irisbus Citelis 10,5m-chassis. Hierdoor heeft de bus dezelfde eigenschappen als de Irisbus Citelis. Echter wordt de bus wel anders gebouwd dan de Irisbus Citelis.
De bus is optioneel leverbaar met de volgende ontwerptoevoegingen:
- Panoramisch/glazen dak over de gehele lengte van de bus
- Driehoekvormige glazen wand onder de ramen. Dit is mogelijk aan weerszijden van de bus en kan worden geplaatst tussen de voorste en middelste deur.

## Inzet
In Nederland wordt deze bus gebruikt door vervoerder Arriva. Deze bussen werden oorspronkelijk besteld voor Citybuslijn 10 in Dordrecht, de stadslijnen in Gorinchem en enkele lijnen door de dorpjes in de Alblasserwaard/Vijfheerenlanden. Nadat enkele van laatstgenoemde lijnen met kleiner materieel gereden gingen worden verhuisden twee overtollige busjes naar de P+R Citybus in Groningen. Anno 2012 doen twaalf exemplaren nog dienst op de stadsdienst in Dordrecht en de lijnen in en rondom Gorinchem.
In België komt deze bus voor bij TEC. Die gebruikt deze bus in verschillende regio's.
Anno 2012 komen de Heuliez bussen veelal alleen maar voor in Frankrijk. Buiten Frankrijk werd de bus uitgebracht onder de naam Irisbus.

## Externe links

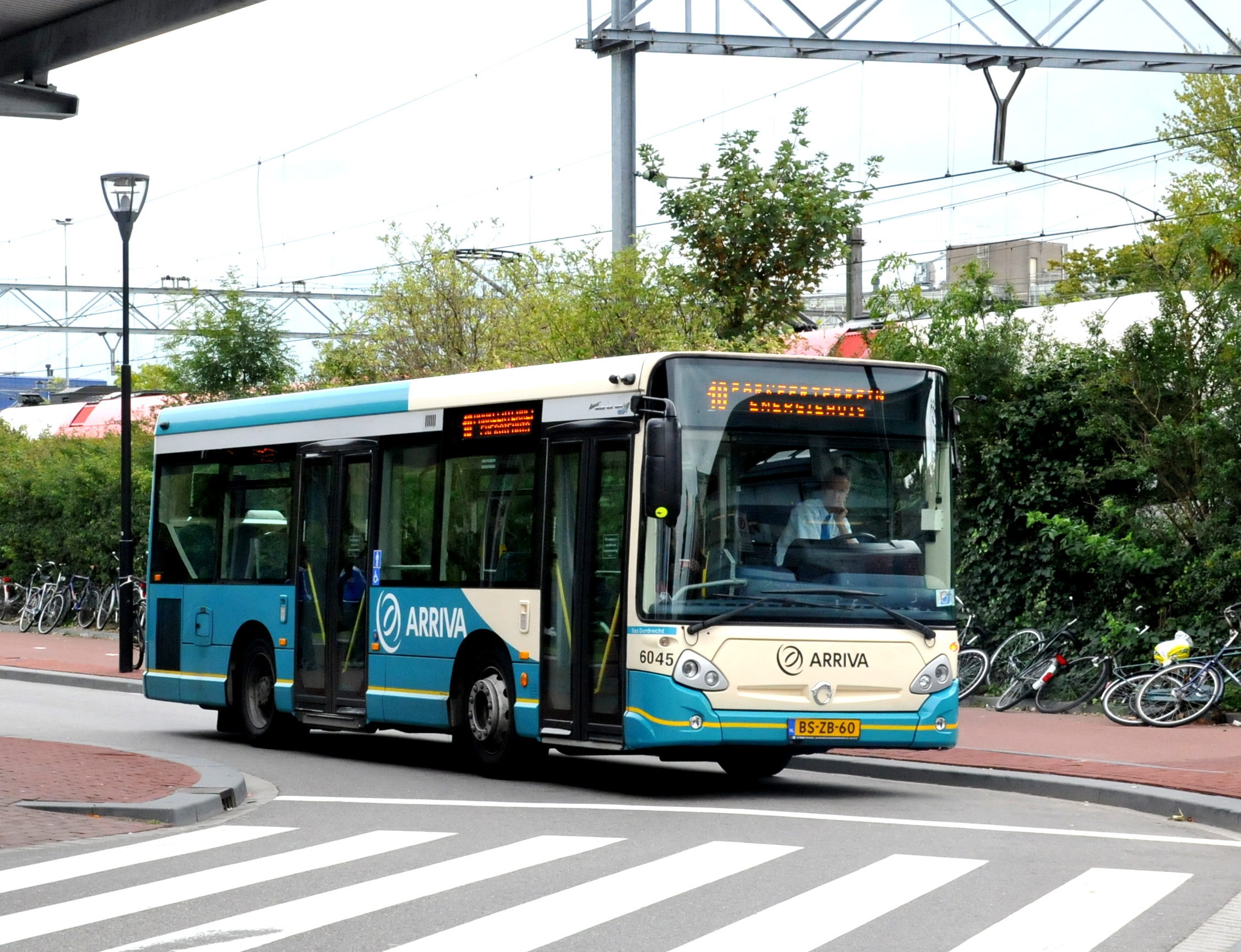
Arriva 6045 op de stadsdienst van Dordrecht
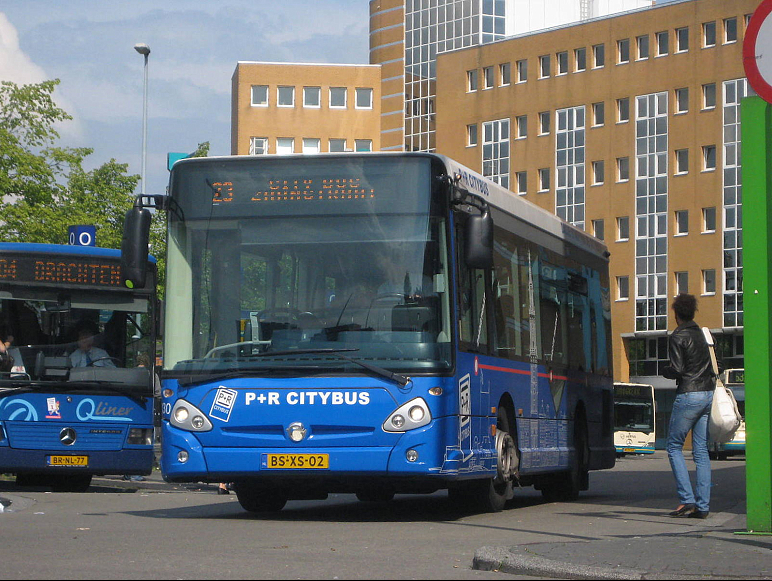
Arriva 6030 op de P+R Citybus in Groningen
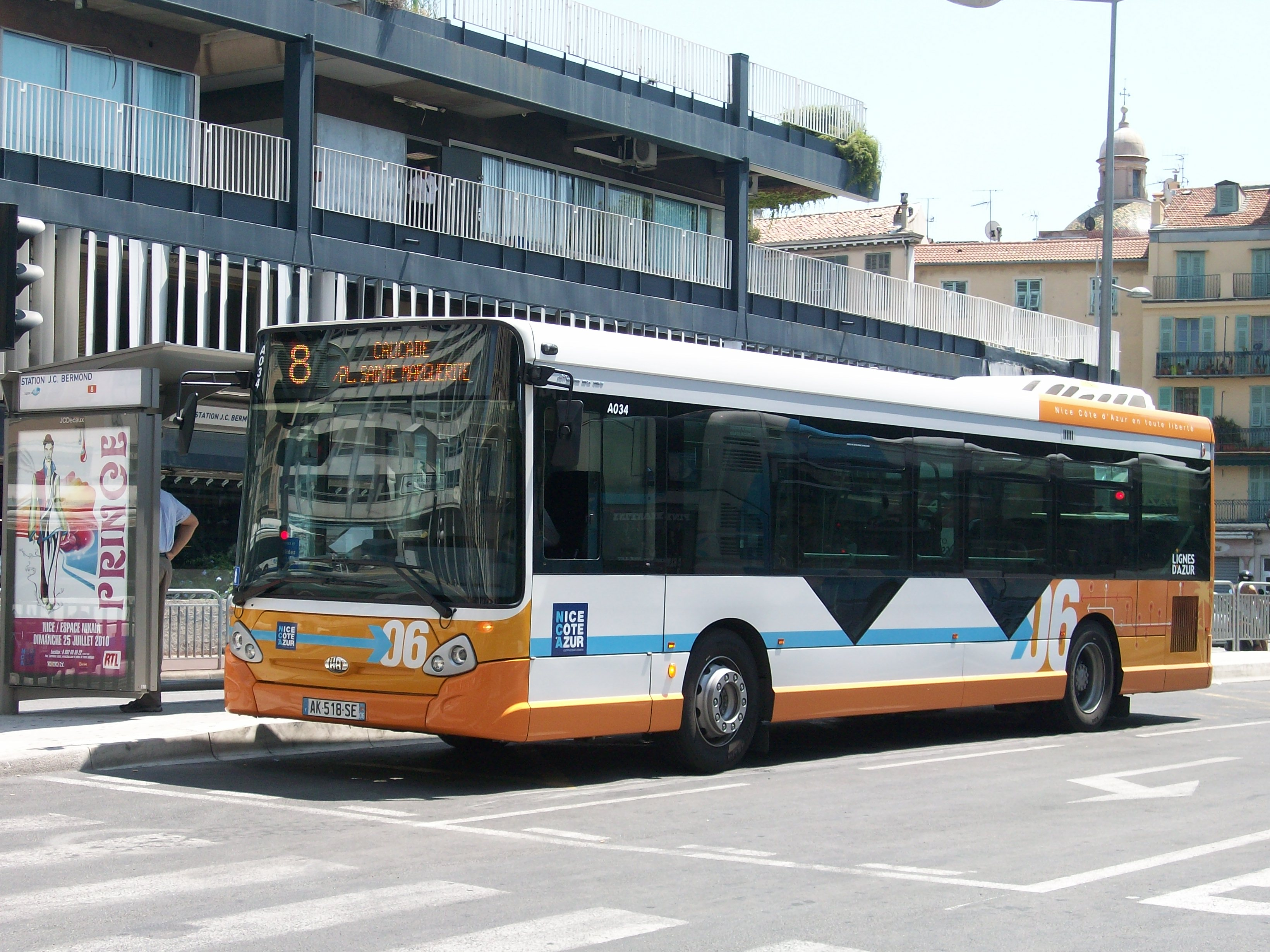
Heuliez GX 127 met een voorbeeld van een driehoekige glazen wand

### Inzetgebieden
| Bedrijf                                        | Aantal | Type             | Series      | Inzet                                                                            | Opmerking |
| België                                         | België | België           | België      | België                                                                           | België |
| ---------------------------------------------- | ------ | ---------------- | ----------- | -------------------------------------------------------------------------------- | --- |
| TEC                                            | 3      | Irisbus GX 127   | 3981-3983   | Mons                                                                             | |
| TEC                                            | 2      | Irisbus GX 127   | 4.257-4.258 | P+R lijnen Namen                                                                 | |
| TEC                                            | 2      | Irisbus GX 127   | 5.130-5.131 | 5.130: Bassenge 5.131: Hoei                                                      | |
| TEC                                            | 2      | Irisbus GX 127   | 7125-7126   | City-bus Charleroi                                                               | |
| Frankrijk                                      |        |                  |             |                                                                                  | |
| Alto                                           | 2      | Heuliez GX 127 L | ??          | Alençon                                                                          | |
| Citura                                         | 2      | Heuliez GX 127   | 534-535     | Reims                                                                            | |
| CTPM                                           | 2      | Heuliez GX 127 L | 506-507     | Perpignan                                                                        | |
| Ginko                                          | 10     | Heuliez GX 127 L | 86-95       | Stadsdienst Besançon                                                             | |
| Horizon                                        | 2      | Heuliez GX 127 L | 8776-8777   | Châteauroux                                                                      | |
| Impulsyon                                      | 3      | Heuliez GX 127 L | 20, 78-79   | La Roche-sur-Yon                                                                 | |
| Keolis Bordeaux                                | 10     | Heuliez GX 127   | 1190-1198   | Bordeaux                                                                         | |
| Keolis Bordeaux                                | 10     | Heuliez GX 127   | 2790-2799   | Bordeaux                                                                         | |
| Keolis Bordeaux                                | 2      | Heuliez GX 127   | 2891-2892   | Bordeaux                                                                         | |
| Keolis Dijon (Divia)                           | 8      | Heuliez GX 127   | 602-609     | Dijon                                                                            | |
| Keolis Orléans Val de Loire                    | 2      | Heuliez GX 127   | 208-209     | 2000: Orléans                                                                    | |
| Keolis Saint-Malo Agglomération                | 6      | Heuliez GX 127   | 71-76       | 2008: Saint-Malo                                                                 | |
| MobiVie                                        | 7      | Heuliez GX 127   | 243-249     | Vichy                                                                            | |
| Pep's                                          | ??     | Heuliez GX 127   | 93969, ??   | Omgeving Marne-la-Vallée                                                         | |
| RATP                                           | 44     | Heuliez GX 127   | 451-494     | RATP-busnetwerk (Parijs, Île-de-France)                                          | |
| ST2N                                           | 6      | Heuliez GX 127   | 21-26       | Nice                                                                             | Nr. 26 = ex-RCB 651 |
| ST2N                                           | 5      | Heuliez GX 127 L | 33-37       | Nice                                                                             | |
| ST2N                                           | 2      | Heuliez GX 127 L | 62-63       | Nice                                                                             | |
| ST2N                                           | 1      | Heuliez GX 127 L | 76          | Nice                                                                             | |
| ST2N                                           | 2      | Heuliez GX 127 L | 80-81       | Nice                                                                             | |
| ST2N                                           | 2      | Heuliez GX 127 L | 98-99       | Nice                                                                             | |
| STAS                                           | 5      | Heuliez GX 127   | 623-627     | Saint-Étienne                                                                    | |
| Tango                                          | 11     | Heuliez GX 127   | 504-514     | Nimes                                                                            | |
| TCRM                                           | 4      | Heuliez GX 127   | ??          | Metz                                                                             | |
| TICE                                           | 1      | Heuliez GX 127   | 93598       | Évry                                                                             | |
| TICE                                           | 3      | Heuliez GX 127   | 94050-94052 | Évry                                                                             | |
| Trans-Landes                                   | 2      | Heuliez GX 127 L | 614-615     | Landes                                                                           | |
| Transdev agglomération de Bayonne (Chronoplus) | 3      | Heuliez GX 127   | 185-187     | Pyrénées-Atlantiques                                                             | |
| Transdev agglomération de Bayonne (Chronoplus) | 4      | Heuliez GX 127 L | 181-184     | Pyrénées-Atlantiques                                                             | |
| Veolia Transport                               | 2      | Heuliez GX 127 L | 10092-10093 | Maisons-Laffitte                                                                 | |
| Vitalis                                        | 3      | Heuliez GX 127   | 103-105     | Poitiers                                                                         | |
| Luxemburg                                      |        |                  |             |                                                                                  | |
| AVL                                            | 7      | Heuliez GX 127   | 407-413     | Stadsdienst Luxemburg                                                            | |
| Voyages Emile Weber                            | 1      | Heuliez GX 127   | 221         |                                                                                  | |
| Nederland                                      |        |                  |             |                                                                                  | |
| Arriva                                         | 16     | Irisbus GX 127   | 6030 - 6045 | Stadsdienst Dordrecht 7x-lijnen in en rond Gorinchem Zuid-Holland-Noord Lelystad | 6030 en 6031 zijn later als P+R Citybus in Groningen ingezet en na verlies van de concessie geëxporteerd en doen dienst bij TST in Portugal. De 6032 rijdt sinds december 2015 in Lelystad en de 6044 rijdt sinds december 2015 in Zuid-Holland-Noord, vervolgens in Lelystad. Laatstgenoemde bus is de enige van deze serie die nog in dienst is. |
| Jonker Travel                                  | 1      | Heuliez GX 127   | 9010        | Keukenhof                                                                        | Ex-Qbuzz 4304 |
| Qbuzz (U-OV)                                   | 2      | Heuliez GX 127   | 4304-4305   | Utrecht (lijn 2)                                                                 | Dit zijn tijdelijke bussen voor lijn 2 in afwachting van nieuwe elektrische bussen. Uit dienst |
| Zwitserland                                    |        |                  |             |                                                                                  | |
| Auto AG Group                                  | 10     | Irisbus GX 127   | 71-80       | Luzern                                                                           | |

## Verwante bustypes
- Heuliez GX 327; Standaardversie
- Heuliez GX 427; Gelede versie